# José Joaquín Fernández de Lizardi
José Joaquín Fernández de Lizardi (n. 15 noiembrie 1776 - d. 27 iunie 1827) a fost un prozator mexican, personalitate reprezentativă a culturii mexicane, cunoscut în special ca fiind autorul scrierii Micul papagal chelbos ("El Periquillo Sarniento"), considerat ca fiind primul roman de pe continentul american.

## Opera

### Romane
- 1816: Micul papagal chelbos ("El Periquillo Sarniento");
- 1818: Quijotita și verișoara ei ("La Quijotita y su prima");
- 1819: Nopți triste și zile vesele ("Noches tristes y dia alegre")
- 1832: Viața și faptele faimosului cavaler don Catrín de la Fachenda ("Vida y hechos del famoso caballero don Catrín de la Fachenda").

### Ziare la care a colaborat
- El Pensador Mexicano
- Alacenas de Friolera
- Cajoncito de la Alacena
- El conductor eléctrico
- El hermano del perico
- Conversaciones del payo y el sacristan
- La Gaceta del gobierno
- Correo semanario de Mexico.